# Tornakápolna
Tornakápolna ist eine ungarische  Gemeinde im Kreis Edelény im Komitat Borsod-Abaúj-Zemplén.

## Geografische Lage
Tornakápolna liegt in Nordungarn, 42 Kilometer nordwestlich des Komitatssitzes Miskolc und 21 Kilometer nordwestlich der Kreisstadt Edelény. Nachbargemeinden sind Szinpetri, Varbóc, Szőlősardó und Teresztenye.

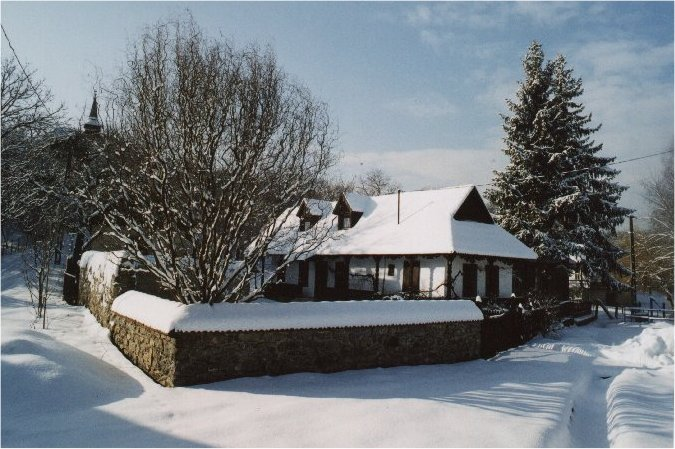
Tornakápolna im Winter

## Sehenswürdigkeiten
- Reformierte Kirche, erbaut 1801–1802 im spätbarocken Stil, mit bemalter Kassettendecke
- Traditionelle Wohnhäuser

## Verkehr
Tornakápolna ist nur aus nördlicher Richtung über die Nebenstraße Nr. 26113 zu erreichen. Es bestehen keine Busverbindungen. Der nächstgelegene Bahnhof befindet sich nordöstlich in Jósvafő-Aggtelek.